# Preferisco mio marito (film 1946)
Preferisco mio marito è una commedia romantica statunitense del 1946 diretta da Michael Curtiz e interpretato da Errol Flynn e Eleanor Parker. Fu il primo ruolo puramente comico di Errol Flynn dai tempi di La quadriglia dell'illusione del 1938.

## Trama
Phillip (Phil) ed Ellen Gayley sono una coppia divorziata di New York. Lui, artista di successo noto per la sua serie sulle Gayley Girls (modelle di costumi da bagno), lei una ex Gayley Girl. Entrambi acquistano ciascuno un cappotto invernale per la figlia di sette anni, Phillippa, conosciuta come "Flip". Flip ha trascorso gli ultimi sei mesi con suo padre, ma sta per trasferirsi con la madre.
Phil chiede a Ellen di cenare insieme per tentare una riconciliazione. Nel locale, la modella Nancy Graham vede Phil e pensa che sia lì per vederla. Phil cerca di destreggiarsi tra le due donne, ma Ellen scopre e se ne va.
La vigilia di Natale, Phil si veste da Babbo Natale per entrare furtivamente nell'appartamento di Ellen e vedere sua figlia. Ellen pensa che sia il suo avvocato divorzista, Rex De Vallon, che in precedenza aveva accettato di interpretare Babbo Natale. Quando Rex arriva, Phil lo blocca in bagno e ne segue uno scontro. A questo punto Ellen insiste che Phil stia lontano da Flip per i prossimi sei mesi.
Phil riesce finalmente a persuadere Ellen e Flip ad andare via insieme in una baita rurale nel Connecticut che appartiene al suo amico, Jack Gordon. Tuttavia, Jack si presenta con la sua ragazza Nancy, rovinando il viaggio.
Nel frattempo, Flip aveva scritto delle lettere a Fenwick Lonkowski, un marinaio, mandandogli una foto di Ellen invece di una di se stessa. Fenwick arriva a pranzare con Ellen, e una volta scoperto l'equivoco, sapendo quanto Flip vuole che i suoi genitori si riuniscano, decide di aiutarla. Alla fine Ellen si riconcilia con Phil, che partono per un secondo viaggio di nozze.